# Salarpur
Salarpur es una ciudad censal situada en el distrito de Varanasi en el estado de Uttar Pradesh (India). Su población es de 10126 habitantes (2011). Se encuentra a 329 km al sureste de Lucknow.

## Demografía
Según el censo de 2011 la población de Salarpur era de 10126 habitantes, de los cuales 5349 eran hombres y 4777 eran mujeres. Salarpur tiene una tasa media de alfabetización del 73,97%, superior a la media estatal del 67,68%: la alfabetización masculina es del 79,97%, y la alfabetización femenina del 67,29%.